# Roberto Vestrini
Roberto Vestrini (født 30. januar 1908 i Livorno, død 12. marts 1967) var en italiensk roer.
Vestrini var med i Italiens otter, der blev europamestre i 1929 og var også med til at vinde EM-sølv det følgende år. Italienerne stillede op ved OL 1932 i Los Angeles og vandt deres indledende heat klart. I finalen blev de kun besejret af hjemmebanefavoritterne fra USA, mens Canada sikrede sig bronzemedaljerne. Bådens besætning bestod desuden af Renato Barbieri, Mario Balleri, Renato Bracci, Vittorio Cioni, Guglielmo del Bimbo, Enrico Garzelli, Dino Barsotti og styrmand Cesare Milani, hvoraf størstedelen også var med i de foregående EM-konkurrencer.

## OL-medaljer
- 1932:  Sølv i otter